# Achdut ha-Awoda
Achdut ha-Awoda (hebr. אחדות העבודה, Jedność Pracy) – izraelska lewicowa syjonistyczna partia polityczna, jedna z poprzedniczek Izraelskiej Partii Pracy.

## Historia
Pierwotnie Achdut ha-Awoda została założona w Palestynie w 1919 roku; jej liderem był Dawid Ben Gurion. Następnie w 1930 roku połączyła się z prawym skrzydłem Poalej Syjon, tworząc Mapai. W ten sposób zakończyła swą działalność. Została ona reaktywowana w 1946 roku po tym, jak miał miejsce rozłam w łonie Mapai. W 1948 roku zjednoczyła się z Mapam i startowała w wyborach 1949 i 1951 roku jako część tego ugrupowania. W czasie urzędowania drugiego Knesetu (1951–1955) grupa deputowanych, w składzie której znaleźli się Mosze Aram, Jisra’el Bar-Jehuda, Jicchak Ben Aharon i Aharon Zisling odłączyła się od Mapam i utworzyła organizację o nazwie Achdut ha-Awoda – Poale Zion. Nie zostali jednak uznani przez przewodniczącego izby za osobną frakcję parlamentarną.
W wyborach 1955 roku partia wystartowała samodzielnie, uzyskując 10 mandatów, co oznaczało 5. wynik wyborczy. W czasie trwania kadencji trzeciego Knesetu (1955–1959) Achdut ha-Awoda wchodziła w skład koalicji rządowej Dawida Ben Guriona. Członek tego ugrupowania Nachum Nir został przewodniczącym Knesetu (speakerem), Bar-Jehuda był ministrem spraw wewnętrznych, a Mosze Karmel objął resort transportu. Jednakże Achdut ha-Awoda była odpowiedzialna za upadek rządu w 1959 roku, kiedy to jej deputowani wraz z kolegami z koalicyjnego Mapam głosowali przeciwko decyzji rządu o sprzedaży broni do Niemiec Zachodnich, jednocześnie odmawiając wyjścia z koalicji rządowej.
Po wyborach 1959 roku stan posiadania partii w parlamencie został zredukowany do 7 mandatów. Achdut ha-Awoda ponownie weszła w skład koalicji rządowej i pozostawała w niej aż do upadku gabinetu w 1961 roku. W tym czasie Ben-Aharon był ministrem transportu. Wyniki wyborów 1961 roku przyniosły zysk w postaci jednego mandatu więcej, a samo ugrupowanie było częścią kolejnych trzech koalicji rządowych powstałych w trakcie trwania kadencji piątego Knesetu (1961–1965); w tym czasie Jigal Allon był ministrem pracy, a swoje posady ministerialne zachowali też Ben-Aharon i Bar-Yehuda.
Przed wyborami 1965 roku, partia zawiązała sojusz z Mapai, tworząc Koalicję Pracy (Ma’arach). Nowe ugrupowanie zdobyło 45 miejsc w parlamencie, zwiększając swój stan posiadania do 63, gdy Mapam i Rafi zjednoczyły się z nim w 1968 roku. Mapai, Achdut ha-Awoda i Rafi połączyły się, tworząc nową Koalicję Pracy, która w późniejszym czasie przekształciła się w Izraelską Partię Pracy. W ten sposób tworzące ją podmiot zakończyły samodzielną działalność.

## Wyniki wyborcze
|  | Wybory * | Liczba mandatów | Miejsce | Liczba głosów | Procent głosów |
|  | -------- | --------------- | ------- | ------------- | -------------- |
|  | 1955     | 10              | 5.      | 69,475        | 8.2%           |
|  | 1959     | 7               | 6.      | 58,043        | 6.0%           |
|  | 1961     | 8               | 6.      | 66,170        | 6.6%           |

* Uwzględniono tylko samodzielne starty w wyborach Achdut ha-Awoda.

## Politycy

### Posłowie wtrzecim Knesecie
Posłowie wybrani w wyborach w 1955: Awraham Abbas, Jisra’el Bar-Jehuda, Jisra’el Galili, Mosze Aram, Cippora Laskow, Rut Haktin, Jigal Allon, Jicchak Ben Aharon, Jicchak Tabenkin, Ze’ew Cur
Posłowie, którzy weszli do Knesetu w trakcie trwania kadencji: Nachum Nir, Mosze Karmel, Jerachmi’el Asa